# Sidney Wood
Pour les articles homonymes, voir Wood.
Sidney Burr Wood, né le 1er novembre 1911 à Black Rock (en) dans le Connecticut et mort le 10 janvier 2009 à Palm Beach en Floride, est un joueur de tennis américain.
Il a remporté le tournoi de Wimbledon en simple en 1931.
Il a également été finaliste du l'US Open en simple en 1935 et en double en 1942
En mixte il a été finaliste des internationaux de france en 1932
Il est membre du International Tennis Hall of Fame depuis 1964.